# John Boyle (3e comte de Glasgow)
Pour les articles homonymes, voir John Boyle (homonymie) et Boyle.
John Boyle, 3e comte de Glasgow (4 novembre 1714 - 7 mars 1775) est un noble écossais.

## Biographie
Il est le troisième, mais dernier fils survivant et héritier de John Boyle (2e comte de Glasgow) et d'Helenor, troisième fille de William Morrison of Prestongrange, comté de Haddington. Les domaines de la famille Boyle étaient situés à Kelburn, dans le nord de l'Ayrshire.
Lord Glasgow est capitaine au 33e régiment de fantassins et participe à la bataille de Fontenoy le 30 avril 1745 et à la bataille de Lauffeld le 2 juillet 1747, blessé à deux reprises. Entre 1755 et 1757, il est Lord Recteur de l'Université de Glasgow et entre 1764 et 1772, il est Lord Haut-Commissaire à l'Assemblée générale de l'Église d'Écosse.
Il est décédé le 7 mars 1775 à Kelburn.
Par son mariage (7 juillet 1755) avec Elizabeth, fille de George Ross (13e Lord Ross), les domaines ancestraux de Lord Ross, Halkhead, sont finalement transférés dans sa famille. Elle lui survécut, mourant d'apoplexie à Londres le 9 octobre 1791. Leurs enfants étaient :
- John Boyle (né le 26 mars 1756), décédé en bas âge
- George Boyle (4e comte de Glasgow) [1]